# Sogni di gloria
Sogni di gloria è un film italiano del 2014 diretto da Patrizio Gioffredi.
Il film è diviso in due parti, ed è l'ultimo interpretato da Carlo Monni.

## Trama
Primo episodio: 
Giulio, trentenne precario, dopo aver perso per l'ennesima volta la lotteria mensile indetta dalla ditta per sorteggiare l'operaio che lavorerà il mese successivo, cade in depressione e decide di sbattezzarsi. Per la religiosissima famiglia degli zii con cui vive è un dramma e metteranno su una diavoleria per far redimere il nipote.
Secondo episodio:
Kan detto Giulio, è uno studente cinese di enologia da poco in Italia. Conosce Maurino, un vecchio giocatore di carte che lo inizierà alla briscola e al tressette, ma soprattutto alla vita attraverso un torneo di carte a cui partecipano assurdi personaggi.

## Produzione
Il film è autoprodotto dalla John Snellinberg Film con il contributo di Toscana Film Commission.

## Colonna sonora
La colonna sonora originale del film è stata composta dai Calibro 35. La canzone dei titoli di coda ha il testo scritto dal regista ed è cantata da Serena Altavilla.

## Distribuzione
Il film è stato distribuito nelle sale e in DVD dalla Cecchi Gori Home Video.
A maggio 2016 il film è stato acquisito dal canale satellitare internazionale Eurochannel.

## Riconoscimenti
- 2014 - Rome independent film festival
  - Miglior lungometraggio italiano
- 2014 - WorldFest - Huston International Film Festival
  - Miglior film
  - Miglior montaggio

## Curiosità
•Fra gli attori da segnalare i camei dei musicisti Enrico Gabrielli (Calibro 35, Mariposa) e Dome La Muerte (Not Moving, Cheetah Chrome Motherfuckers)
•I titoli di testa sono una citazione ai titoli di testa del film Vogliamo i colonnelli di Mario Monicelli omaggiandolo